# Violals
Violales, fou el nom botànic d'un antic ordre de plantes amb flors i prenia el seu nom de l'antiga família de les Violàcies (Violaceae). Aquest nom s'ha usat en diferents sistemes de taxonomia de plantes, malgrat que alguns sistemes usen el de Parietales per a similar agrupament. En la versió de 1981 del sistema de Cronquist, l'ordre Violales es va ubicar a la subclasse Dilleniidae amb la circumscripció de les famílies llistades a sota. Actualment no reconeix l'orde de les violals, i les famílies que n'havien format part han estat distribuïdes en diferents ordres.
- ordre Violales
família Achariaceae → ordre Malpighiales
família Ancistrocladaceae → ordre Caryophyllales
família Begoniaceae → ordre Cucurbitales
família Bixaceae → ordre Malvales
família Caricaceae → ordre Brassicales
família Cistaceae → ordre Malvales
família Cucurbitaceae → ordre Cucurbitales
família Datiscaceae → ordre Cucurbitales
família Dioncophyllaceae → ordre Caryophyllales
família Flacourtiaceae → inclòs en la família Salicaceae, en l'ordre Malpighiales
família Fouquieriaceae → ordre Ericales
família Frankeniaceae → ordre Caryophyllales
família Hoplestigmataceae → posició incerta
família Huaceae → eurosids I (ubicació directa)
família Lacistemataceae → ordre Malpighiales
família Loasaceae → ordre Cornales
família Malesherbiaceae → ordre Malpighiales (optionally inside Passifloraceae)
família Passifloraceae → ordre Malpighiales
família Peridiscaceae → ordre Malpighiales
família Scyphostegiaceae → inclòs en la família Salicaceae, en l'ordre Malpighiales
família Stachyuraceae → ordre Crossosomatales
família Tamaricaceae → ordre Caryophyllales
família Turneraceae → ordre Malpighiales (opcionalment dins Passifloraceae)
família Violaceae → ordre Malpighiales